# یوروفایتر تایفون

لوگو رسمی یوروفایتر تایفون

یوروفایتر تایفون (Eurofighter Typhoon) یک جت جنگنده چندمنظورهٔ دوموتوره با کانارد و بال سه‌گوش است. این هواپیما توسط کنسرسیومی اروپایی متشکل از سه شرکت بی‌ای‌ئی سیستمز، ایرباس و لئوناردو تولید می‌شود. این پروژه توسط نتما (NETMA)، (یوروفایتر ناتو و آژانس مدیریت تورنادو)، به عنوان مشتری اصلی، مدیریت می‌شود.
طراحی این هواپیما از سال ۱۹۸۳ در پی پروژه مشترک پنج کشور بزرگ اروپای غربی شامل بریتانیا، آلمان غربی، ایتالیا، اسپانیا و فرانسه برای ساخت یک هواپیمای جنگنده آغاز شد و در سال ۱۹۸۶ شرکت هلدینگ یوروفایتر جی‌ام‌بی‌اچ (Eurofighter GmbH) برای انجام این پروژه تشکیل شد. فرانسه به دلیل اختلاف نظر در مورد نیازهای عملیاتی هواپیما خیلی زود از این پروژه خارج شد و طراحی جنگنده‌ای کاملاً فرانسوی را پی گرفت. نخستین پیش‌نمونه یوروفایتر تایفون در سال ۱۹۹۴ به پرواز درآمد اما پایان جنگ سرد پیشرفت پروژه را به تأخیر انداخت و ورود رسمی این جنگنده به خدمت نظامی تا سال ۲۰۰۳ طول کشید. پروژه فرانسوی‌ها هم به ساخت داسو رافال منتهی شد. رافال نزدیک‌ترین همتای یوروفایتر تایفون، هم از لحاظ ظاهری و هم از لحاظ قابلیت‌های جنگی است و اکنون به مهم‌ترین رقیب یوروفایتر تایفون در بازار صادراتی تبدیل شده‌است.
این هواپیمای تک‌سرنشینه که مدل دوسرنشینه آن هم برای آموزش ساخته می‌شود هم‌اکنون در حال تولید انبوه است و خرید آن تحت سه قرارداد یا رده (Tranche) مجزا صورت می‌گیرد که هر یک برای تولید هواپیمایی با امکانات بهبود یافته هستند. تاکنون این هواپیما در نیروی هوایی پادشاهی بریتانیا، آلمان، ایتالیا، اسپانیا، اتریش، عربستان سعودی و عمان، در حال خدمت است. نیروی هوایی کویت نیز در سال ۲۰۱۸ در قراردادی به ارزش ۸ میلیارد دلار، ۲۸ فروند از این جنگنده را سفارش داده که تا سال ۲۰۲۱، تعداد ۶ فروند از آن را تحویل گرفته. تا سال ۲۰۱۹ مجموعاً ۶۲۳ فروند از این هواپیما تولید، یا ثبت سفارش شده‌است.
تایفون جنگنده‌ای بسیار چالاک است که از توانایی بالایی برای داگ‌فایت و نبردهای هوایی نزدیک، برخوردار است. این هواپیما قابلیت پرواز ابرپیمایشی با سرعت ۱٫۵ ماخ را دارد و با وزن خالی ۱۱ تن قادر به برخاست با وزن ۲۳٫۵ تن است. نمونه‌های تولیدی جدیدتر تایفون به شکل بهتری برای مأموریت‌های ضربتی هوابه‌سطح مجهز شده‌اند و سازگاری بالایی با مهمات و تجهیزات متنوع دارند. یوروفایترهای ایتالیایی و انگلیسی در سال ۲۰۱۱ نخستین پروازهای جنگی خود را در لیبی تجربه کردند. در این جنگ، مسئولیت اصلی دفاع هوایی نیروهای ائتلاف بر عهده یوروفایترها بود. ضمن این‌که مأموریت‌های شناسایی و حمله به زمین نیز به این هواپیماها سپرده شد.

## طرح هواپیما

### سازه هوایی و ابزار ناوبری

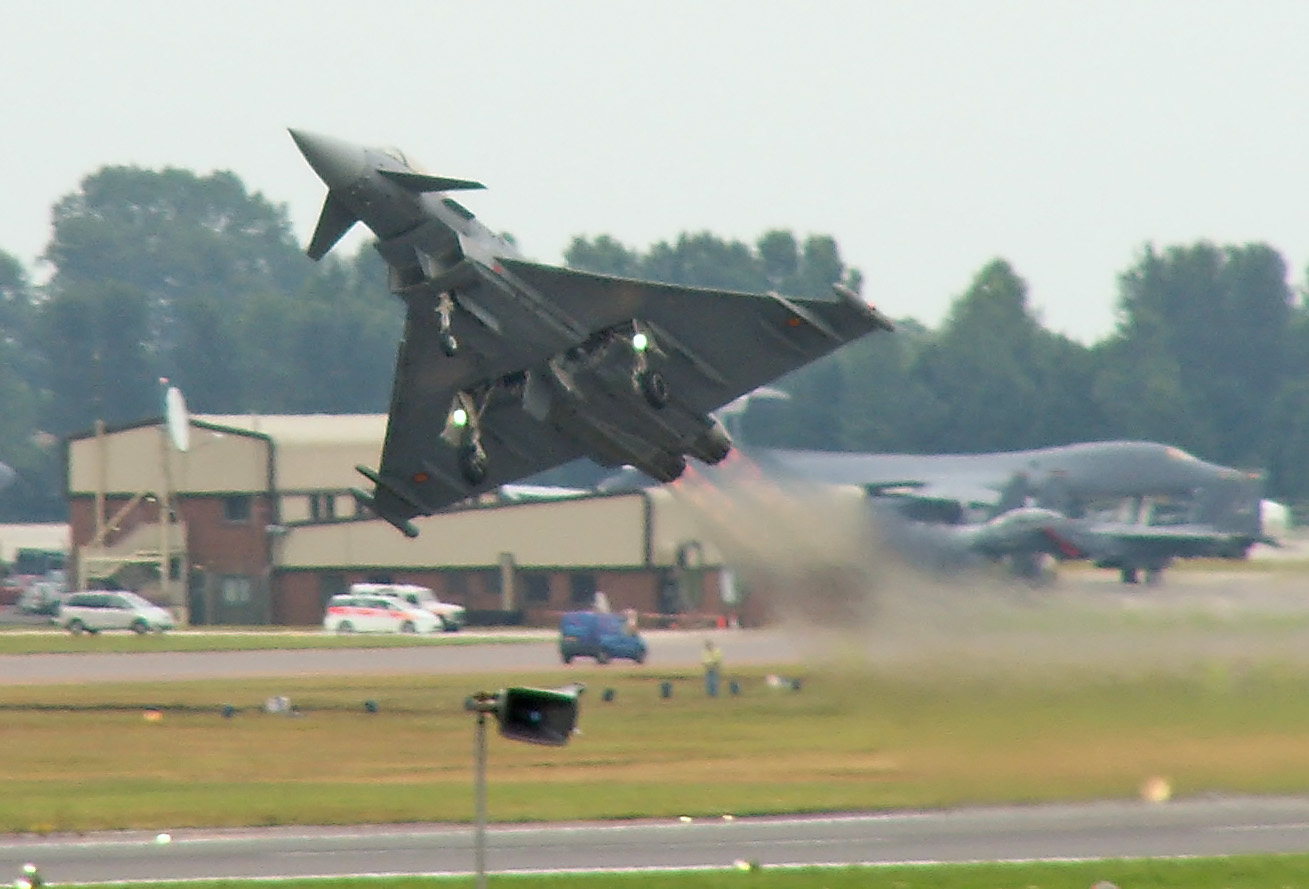
تایفون نیروی هوایی اسپانیا در حال برخاست

تایفون، سازه‌ای سبک‌وزن (۸۲٪ کامپوزیت شامل ۷۰٪ الیاف کربن + ۱۲٪ شیشهٔ تقویت‌شده) با عمر ۶۰۰۰ ساعت پرواز دارد. این جنگنده با داشتن طراحی ثبات آرام (relaxed stability) دارای مانورپذیری خوبی در سرعت‌های بالا یا پایین است. سیستم پرواز با سیم طراحی شده برای این هواپیما را بدون نیاز به مراقبت خوانده‌اند چرا که امکان انجام مانورهای خارج از توان هواپیما را به خلبان نمی‌دهد.
کنترل گردش توسط فلپرون‌های بال انجام می‌شود. کنترل استقرار (Pitch) با فلپرون‌ها و فورپلن‌ها انجام می‌شود. کنترل انحراف هم با رادِر انجام می‌شود. کنترل این اجزا با دو سیستم مستقل هیدرولیک است که مسئولیت اجزای دیگری همچون شیشه کابین، ترمز را نیز دارد. هر سیستم هیدرولیک با جعبه‌دنده موتور نیرویی باد قدرت ۴۰۰۰ پی‌اس‌آی نیرو می‌یابد.
ناوبری هواپیما با جی‌پی‌اس و یک سیستم درونی ناوبری صورت می‌گیرد. تایفون می‌تواند از سیستم فرود با ابزار (ILS) نیز برای فرود در آب و هوای بد بهره گیرد.
این هواپیما از یک سیستم پیچیده شدیداً درونساز شده دفاعی کمک می‌گیرد که پراتورین نام دارد. ردگیری تهدید با گیرنده هشدار راداری (RWR) و اخطار دهنده نزدیک شدن موشک (MAW) و یک سیستم گیرنده اخطار لیزری (LWR فقط در تایفون‌های انگلیسی) صورت می‌گیرد. حفاظت توسط خاشه‌های گمراه‌کننده راداری و شراره‌های گمراه‌کننده موشک‌های حرارت‌یاب و سیستم اخلال الکترونیکی و همچنین دکوی راداری یدک‌کشی شده‌است.
پراتورین به‌طور خودکار تهدیدات دنیای خارج را رصد و پاسخ می‌گوید. این سیستم برای خلبان ارزیابی اولویت‌بندی شده‌ای از تهدیدات زمینی و هوایی را فراهم می‌سازد. می‌تواند به یک تهدید منفرد یا تهدیدات متعدد پاسخ دهد.
هواپیما همچنین دارای یک فاصله سنج پیشرفته زمینی است که بر اساس سیستم ناوبری بر اساس زمینی ترپروم (TERPROM) عمل می‌کند که قبلاً در جنگنده‌های پاناویا تورنادو به کار رفته بود. این سیستم کلاً بهبود یافته و با نمایشگرهای کابین و کنترل‌گرها یکسان‌سازی شده‌است.
سیستم چندمنظوره انتشار اطلاعات MIDS 16 نیز دیتا لینک را برای تایفون فراهم می‌سازد.

### کابین خلبان

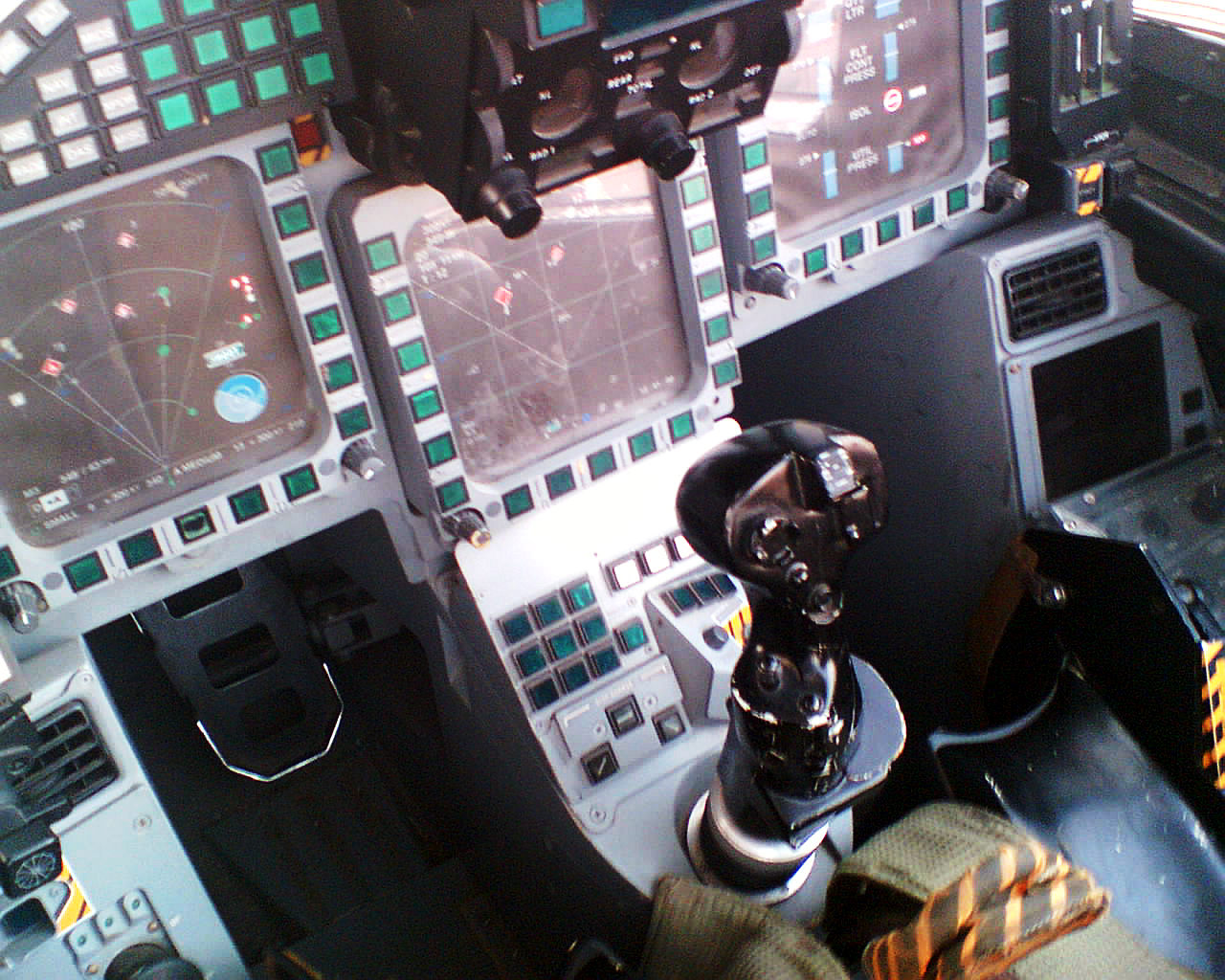
کابین خلبان، نمایشگرهای و استیک میانی دیده می‌شوند.

یوروفایتر دارای یک کابین شیشه‌ای بدون هیچ نوع ابزار سنتی است. در کابین سه نمایشگر تمام رنگی چندمنظوره دید پایین (MHDD)، یک نمایشگر دید بالای وسیع (HUD) با دید فروسرخ نگاه به جلو، صدا و دست روی تراتل و استیک (Voice+HOTAS). سیستم سیمبولوژی سوارشده روی کلاه‌خود (HMSS)، سیستم چندمنظوره انتشار اطلاعات (MIDS)، ابزار ورود دستی اطلاعات (MDEF) مستقر در سمت چپ گلیرشیلد و یک سیستم کاملاً یکپارچه هشدار با پانل نمایش هشدارها (DWP). ابزارهای پرواز رجوعی با نور LED در سمت راست گلیرشیلد مستقر شده‌اند.
خلبان هواپیما را به وسیله استیک مرکزی و تراتل سمت چپ به پرواز درمی‌آورد. خروج اضطراری توسط صندلی مارتین بیکر ام‌کا. ۱۶آ انجام‌پذیر است.

## کاربران
اتریش
- نیروی هوایی اتریش: ۱۵ فروند[۳]

 آلمان

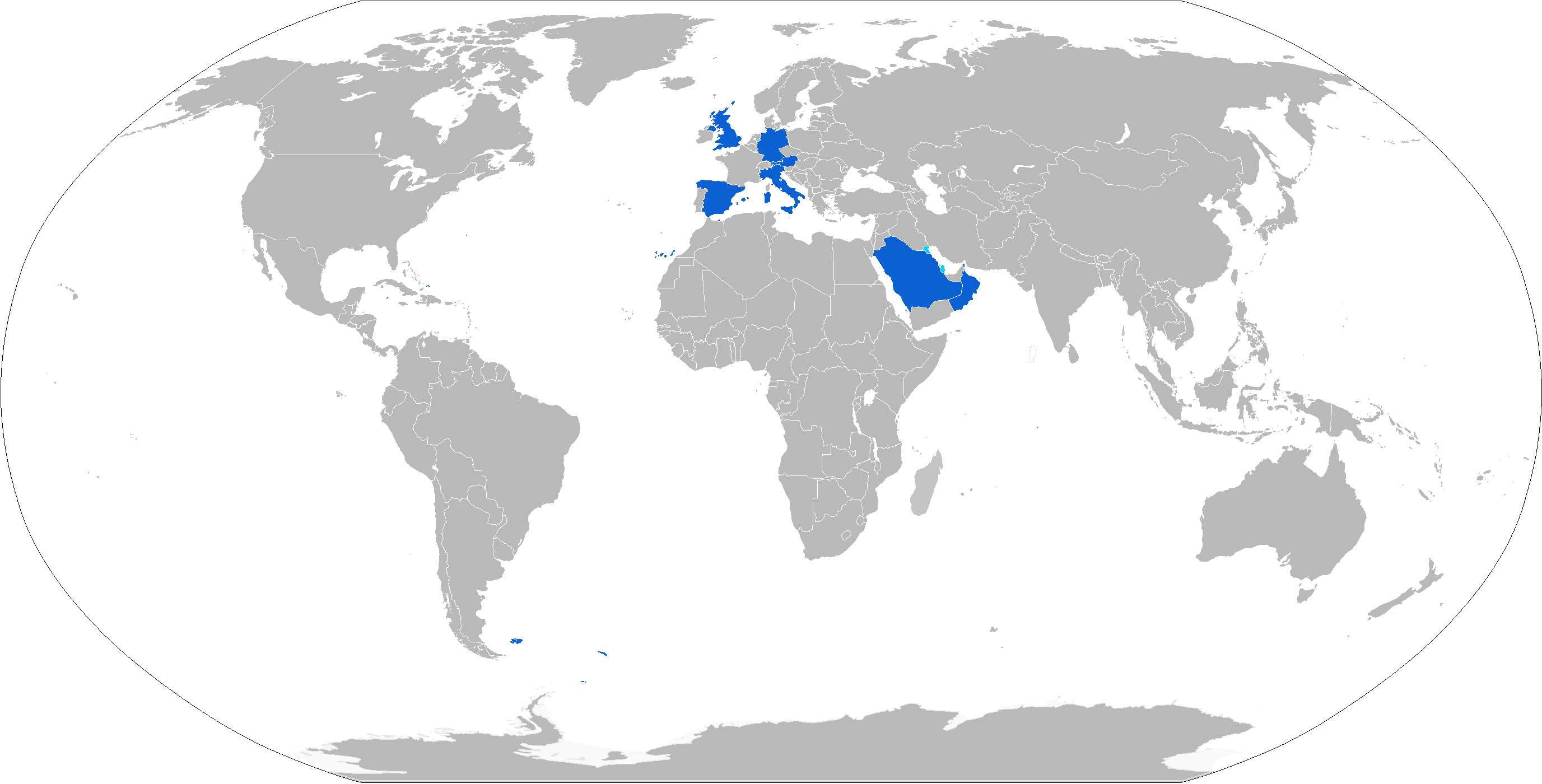
کشورهای به‌کارگیرندهٔ یوروفایتر تایفون

- نیروی هوایی آلمان: ۱۴۳ فروند تحویل شده که دو مورد از آن‌ها در سانحهٔ هوایی، از بین رفتند.[۴] آلمان در نوامبر ۲۰۲۰، تعداد ۳۴ فروند از سری Tranche 4 نیز سفارش داده‌است.[۵][۶]

 ایتالیا
- نیروی هوایی ایتالیا: ۹۶ فروند، سفارش و تحویل شده‌است. یک فروند، در سانحه نمایش هوایی، از بین رفت.[۷]

 عربستان سعودی
- نیروی هوایی سلطنتی سعودی: ۷۲ فروند تحویل شده‌است.

 اسپانیا
- نیروی هوایی اسپانیا: ۷۳ فروند سفارش و تحویل شده‌است.[۸]

 بریتانیا
- نیروی هوایی بریتانیا: تا سپتامبر ۲۰۱۹، تعداد ۱۶۰ فروند، سفارش و تحویل شده‌است.[۹]

 عمان
- نیروی هوایی پادشاهی عمان: ۱۲ فروند سفارش و تحویل شده‌است.[۱۰]

 قطر
- نیروی هوایی قطر: ۲۴ فروند سفارش داده.[۱۱]

 کویت
- نیروی هوایی کویت: مجموعاً ۲۸ فروند سفارش داده و در دسامبر ۲۰۲۱، دو فروند اول، تحویل شده‌است.[۱۲]

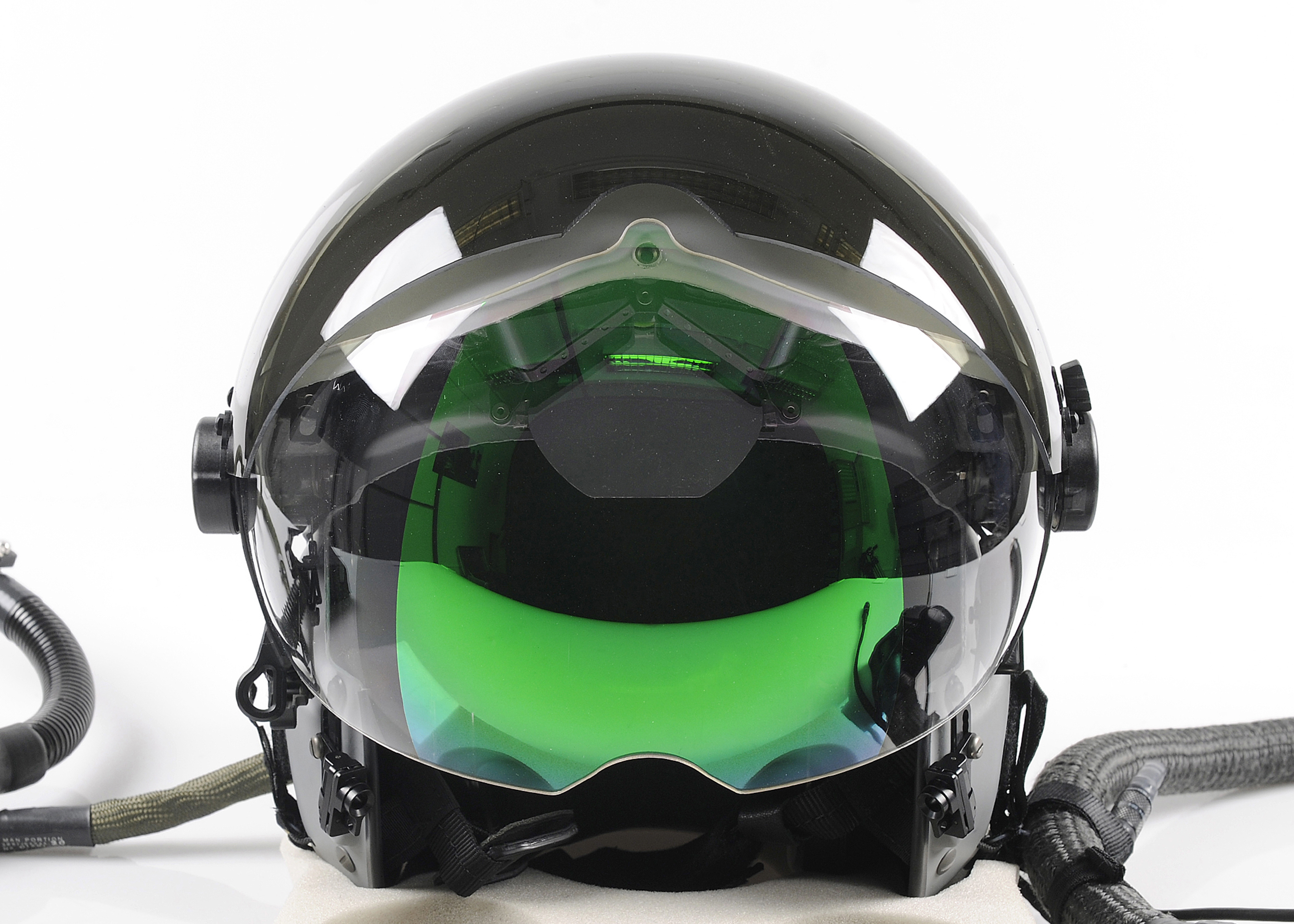
کلاه خلبان تایفون

## ویژگی‌ها
منبع اطلاعات اطلاعات عملکرد تایفون، RAF Typhoon, BAE Systems page, AFM, Superfighters
مشخصات عمومی
- خدمه: ۱ (عملیاتی)، ۲ (آموزشی)
- طول: ۱۵/۹۶ متر (۵۲ فوت ۵ اینچ)
- پهنای بال: ۱۰/۹۵ متر (۳۵ فوت ۱۱ اینچ)
- ارتفاع: ۵/۲۸ متر (فوت ۴ اینچ)
- بال: مساحت ۵۰ مترمربع (۵۳۸ فوت مربع)
- وزن خالی: ۱۱۰۰۰ کیلوگرم (۲۴٬۲۵۰ پوند)
- وزن بارگیری: ۱۵۵۵۰ کیلوگرم (۳۴٬۲۸۰ پوند)
- بیشینه وزن برخاست: ۲۳۰۰۰ کیلوگرم (۵۱٬۸۰۰ پوند)
- پیشرانه: ۲× پس‌سوز توربوفن یوروجت ئی‌جی۲۰۰
  - نیرو ی خشک: ۶۰ کیلونیوتن (13,500 lbf) هرکدام
  - نیرو با پس سوز ۹۰ کیلونیوتن (20,250 lbf) هرکدام

 عملکرد 

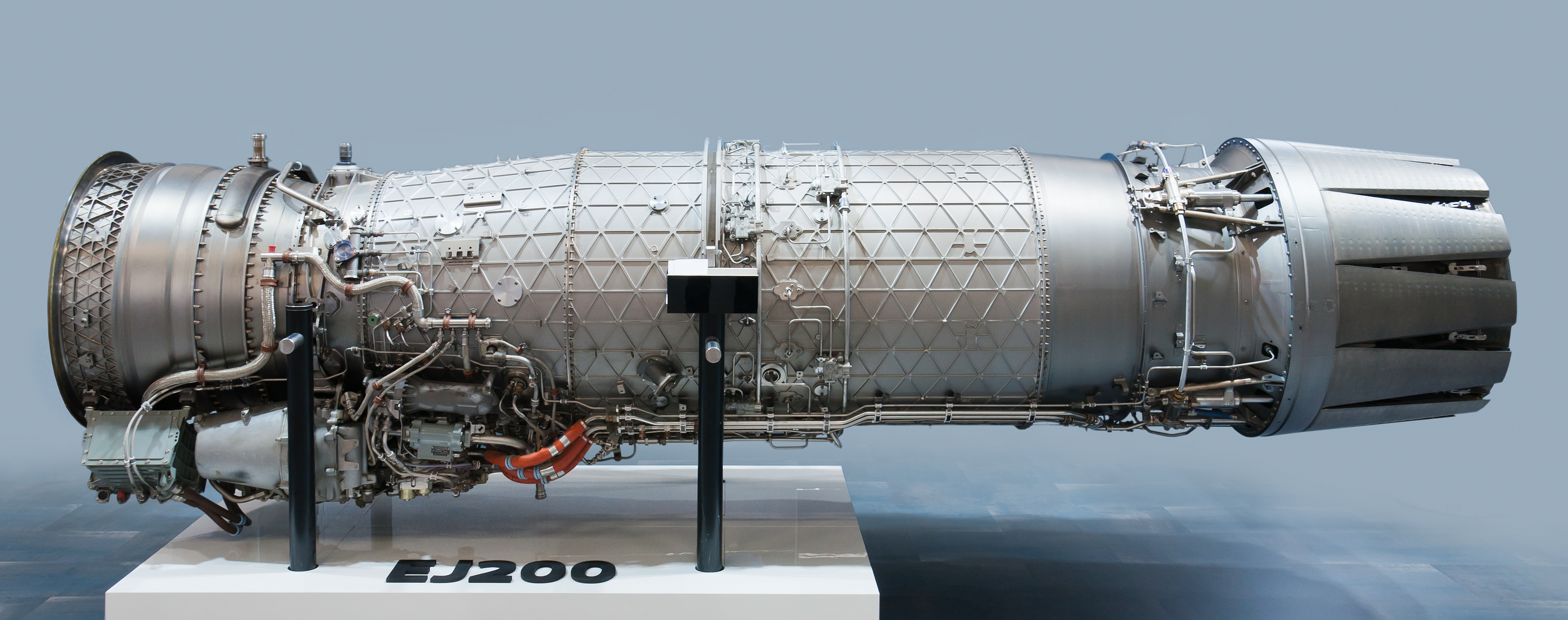
موتور EJ200 در نمایشگاه هوایی پاریس، ۲۰۱۳

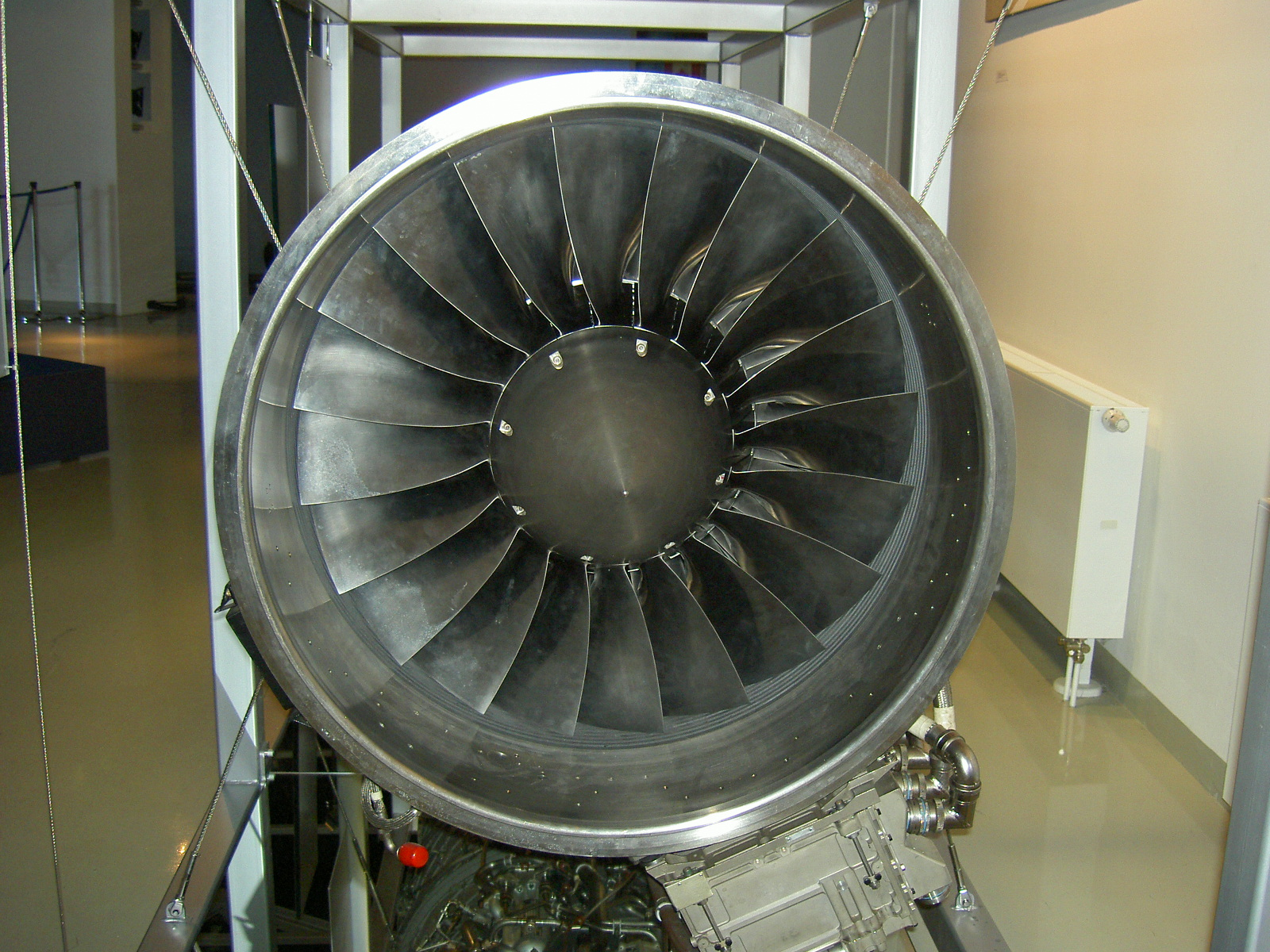
موتور توربوفن هواپیما

- سرعت بیشینه: ** در ارتفاع: +۲ ماخ، ۲۴۹۵ کیلومتر بر ساعت، ۱۹۵۰ مایل بر ساعت[۱۸][۱۹]
  - در سطح دریا: ۱/۲ ماخ[۲۰] (۱۴۷۰ کیلومتر بر ساعت، ۹۱۳/۲ مایل بر ساعت))[۲۱]
  - ابرپیمایش: ۱/۱ ماخ[۱۶]-۱٫۵[۲۲]
- برد: ۲۹۰۰ کیلومتر (۱٬۸۴۰ مایل)
- شعاع عملیاتی: ** حمله زمینی (ارتفاع پایین): ۶۰۱ کیلومتر
  - حمله زمینی (عادی): ۱۳۸۹ کیلومتر
  - دفاع هوایی به‌مدت ۳ ساعت: ۱۸۵ کیلومتر
  - دفاع هوایی به‌مدت ۱۰ دقیقه: ۱۳۸۹ کیلومتر (۸۶۳ ناتیکال مایل) [۲۳]
- برد ترابری: ۳۷۹۰ کیلومتر (۲٬۳۰۰ مایل)
- سقف پروازی: ۱۹۸۱۰ متر (۶۵٬۰۰۰ فوت)
- نرخ اوج‌گیری: +۳۱۵ متر بر ثانیه[۲۴][۲۵] (۶۲٬۰۰۰ فوت بر دقیقه[۲۶])
- بارگیری بال: ۳۰۷ کیلوگرم بر مترمربع[۲۰] (۶۳ پوند بر فوت مربع)

جنگ‌افزار

- توپها: ۱×۲۷ میلی‌متری موزر بی‌کی-۲۷ با ۱۵۰ گلوله
- موشکها: ** موشک‌های هوابه‌هوا:
  -     - ایم-۹ سایدوایندر، ایم-۱۳۲ آسرام، ایم-۱۲۰ آمرام، آی‌آرآی‌اس-تی و در آینده ام‌بی‌دی‌آ متئور

  - موشک‌های هوابه‌زمین
    - ای‌جی‌ام-۸۴ هارپون، ای‌جی‌ام-۸۸ هارم، آلارم، موشک استورم شدو، موشک بریمستون، موشک تائوروس، موشک پنگوئن و در آینده ای‌جی‌ام آرمیجر
- بمبها: پیووی، سری بمب‌های هدایت لیزری (LGBs)، مهمات تهاجم مستقیم مشترک (JDAM)، هوپ-هوسبو
- سایر موارد:
  - پاد پرتاب‌کننده شراره و خاشه
  - پادهای جنگ الکترونیک (ای‌سی‌ام)
  - پاد نشانه‌گیری لایتنینگ
  - تا ۳ مخزن سوخت بیرونی برای مأموریت‌های ترابری

تجهیزات پروازی

- رادار یورورادار کپتور
- سیستم جستجو و ردگیری فروسرخ غیرفعال (پایریت)

## نگارخانه

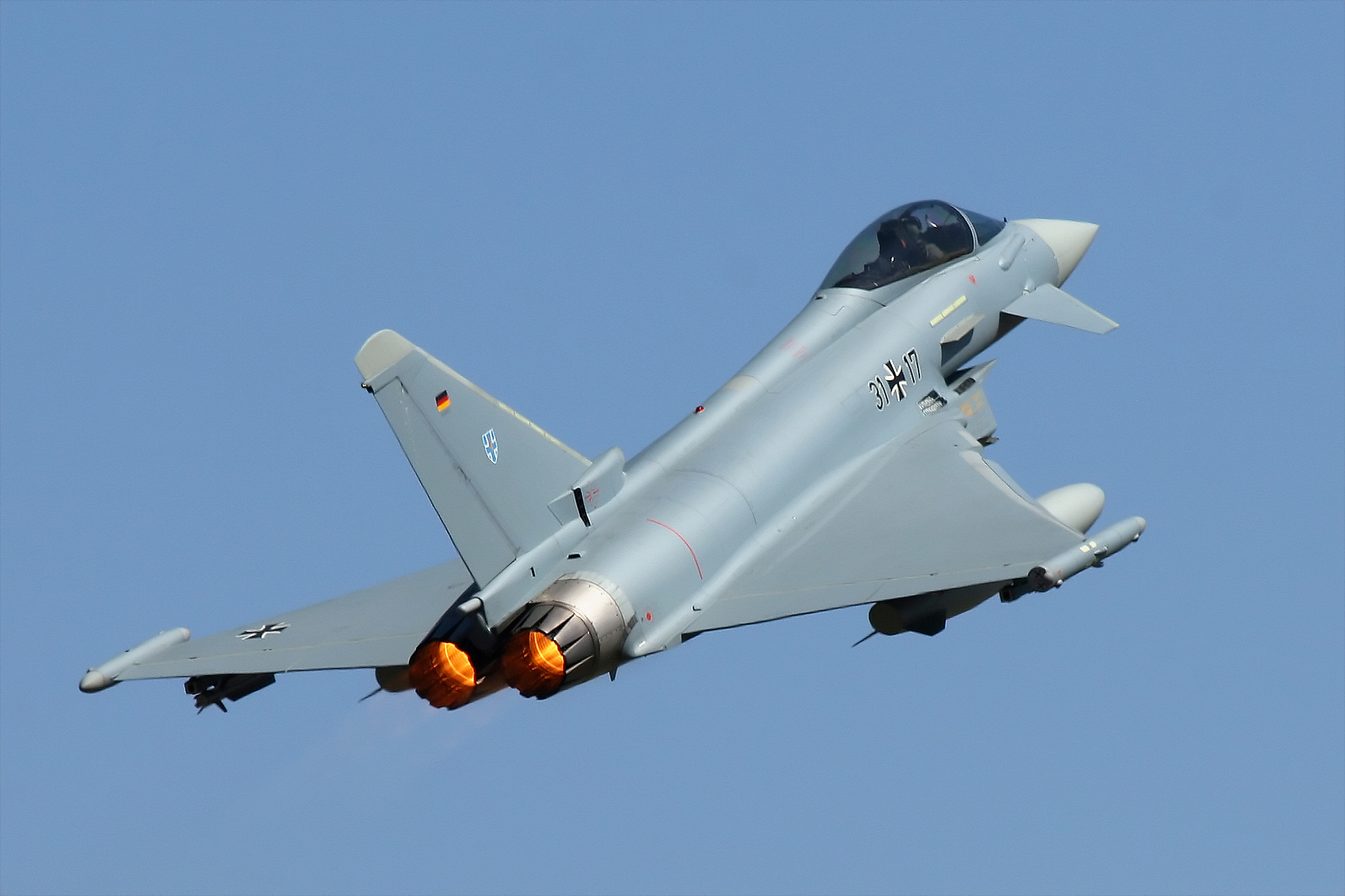
نیروی هوایی آلمان
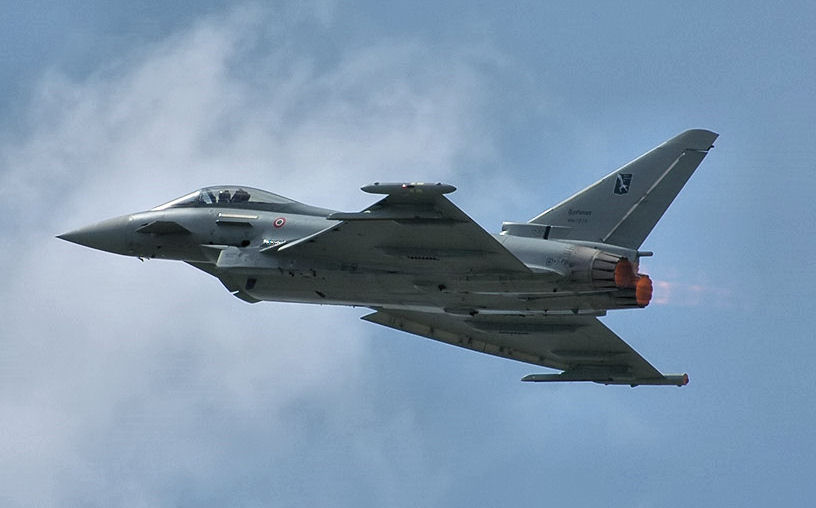
نیروی هوایی ایتالیا
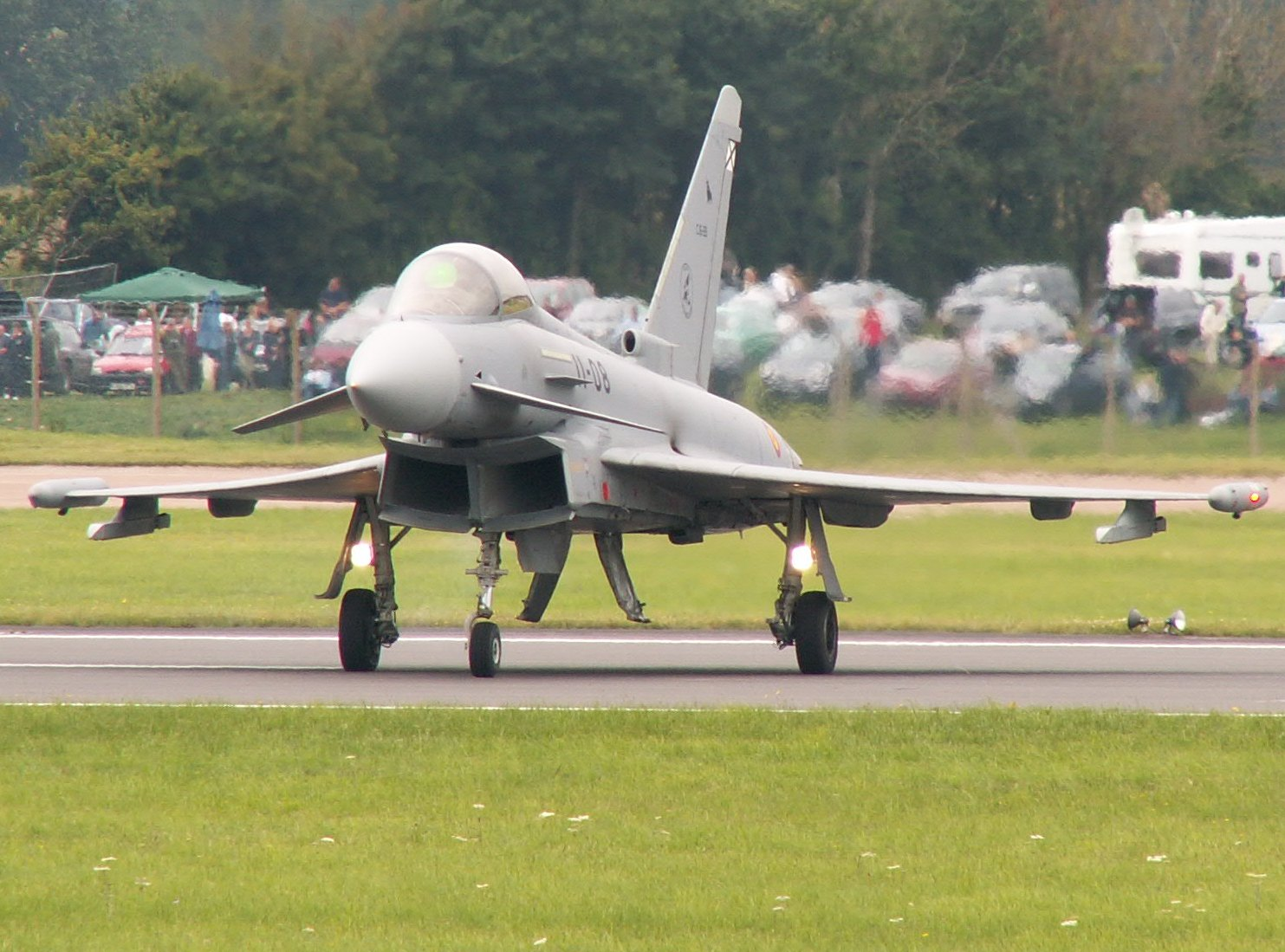
نیروی هوایی اسپانیا
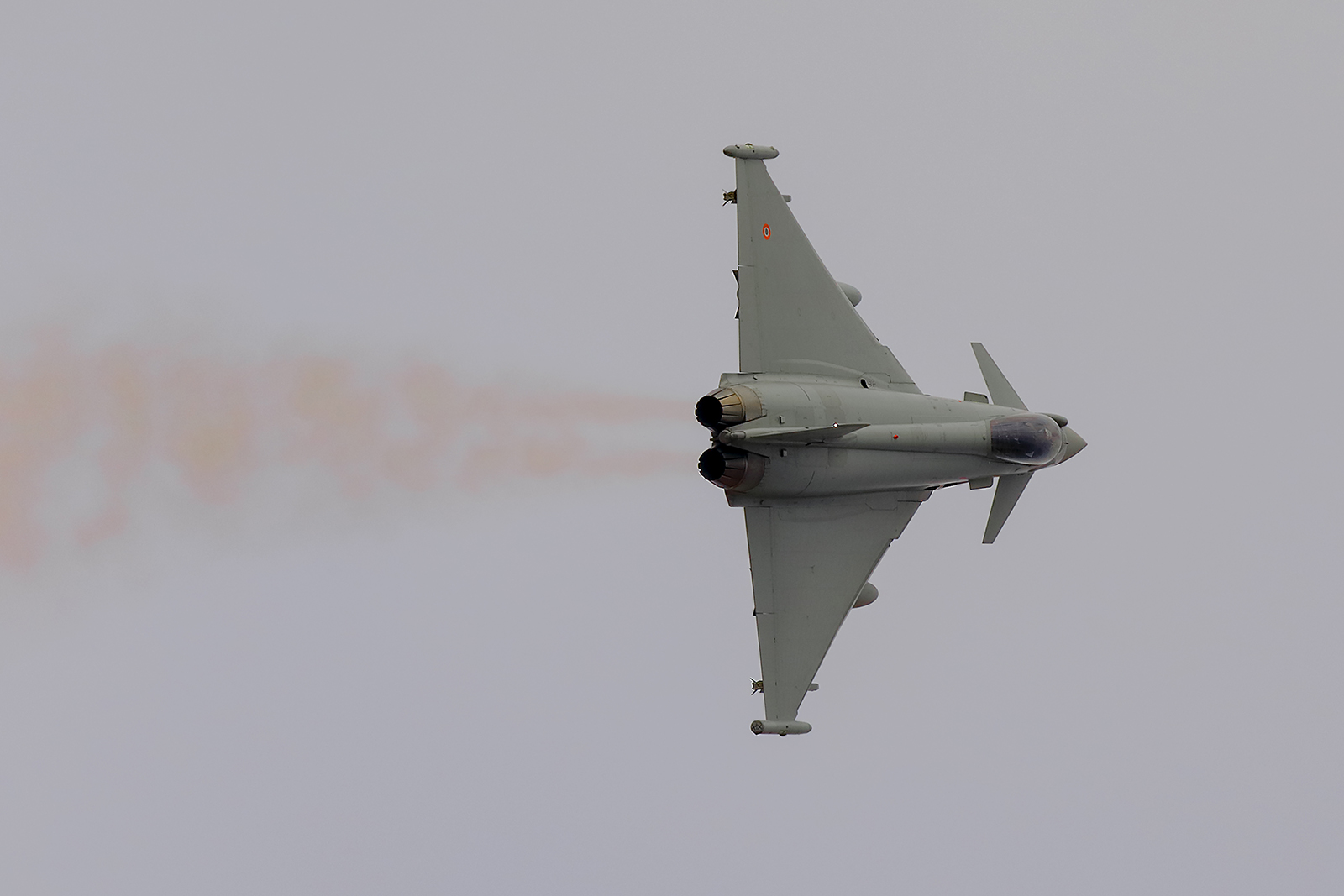
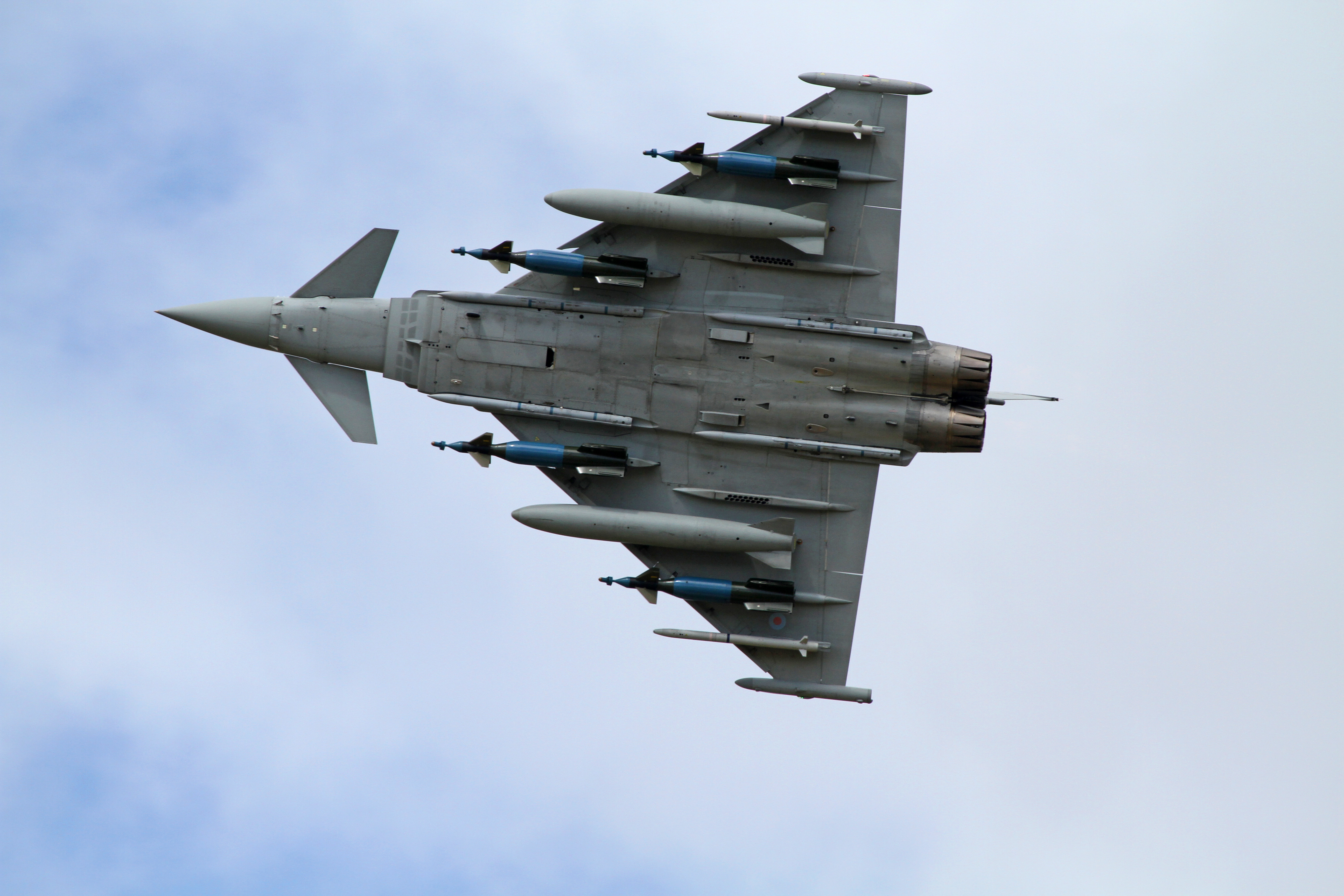
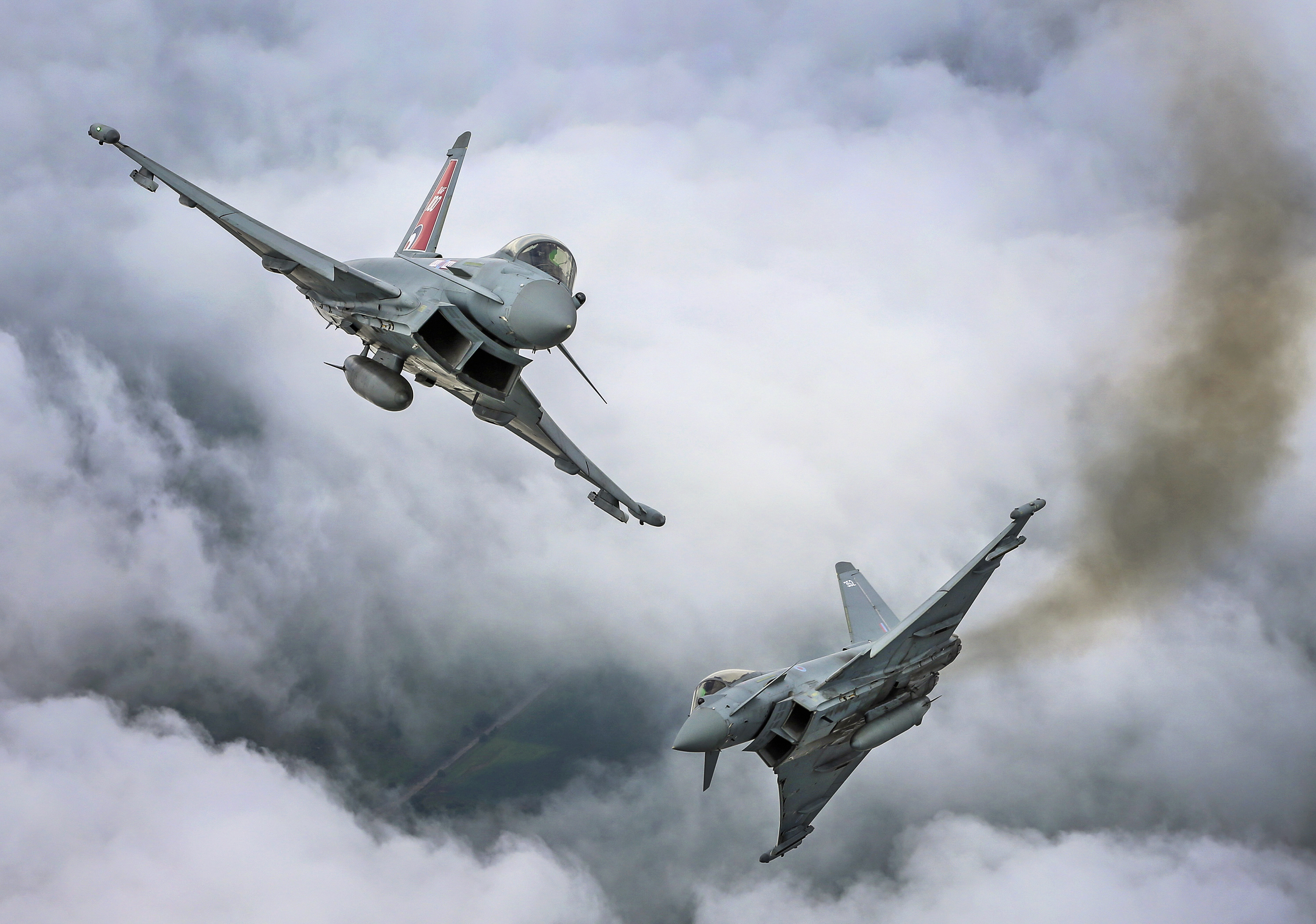
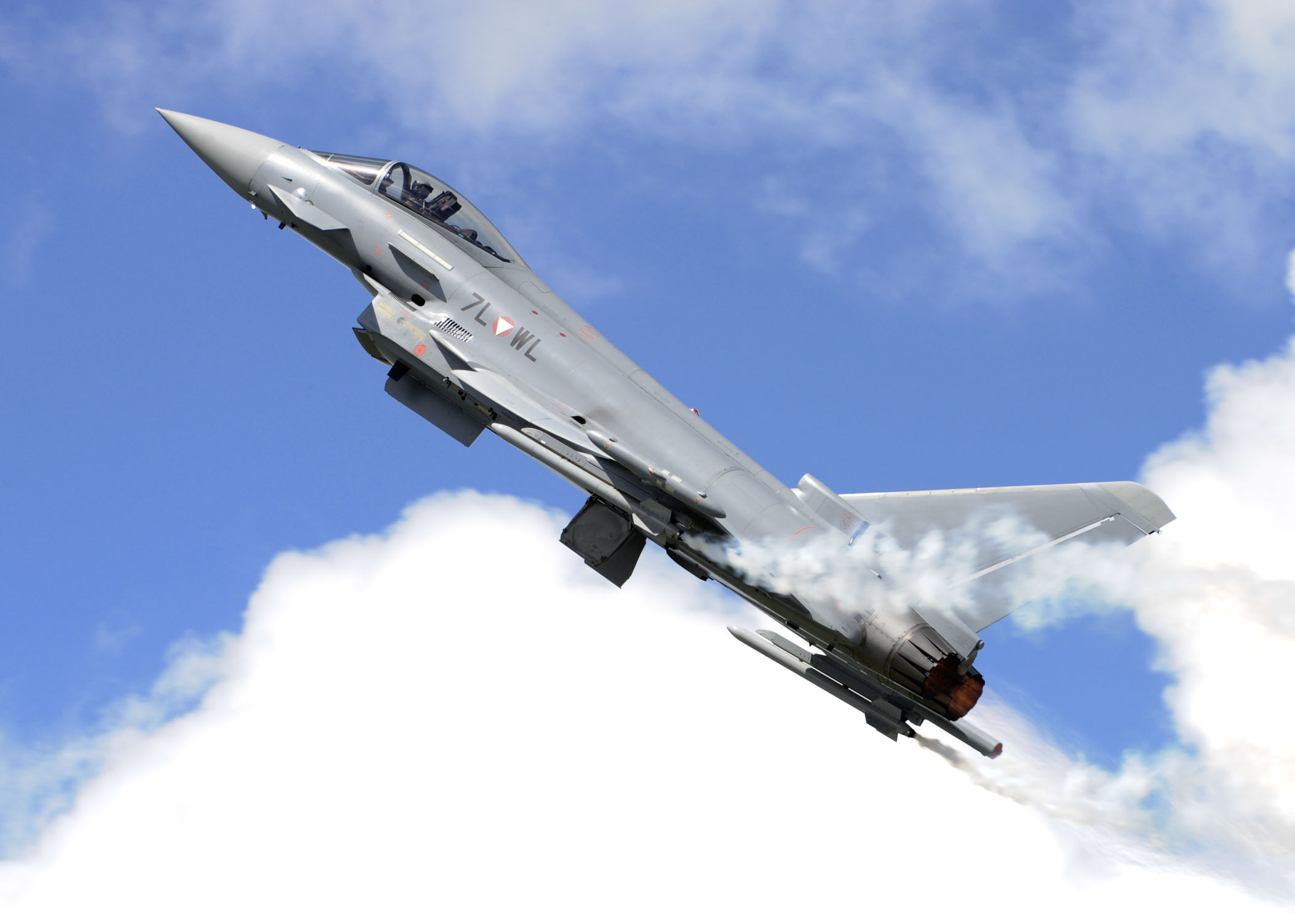
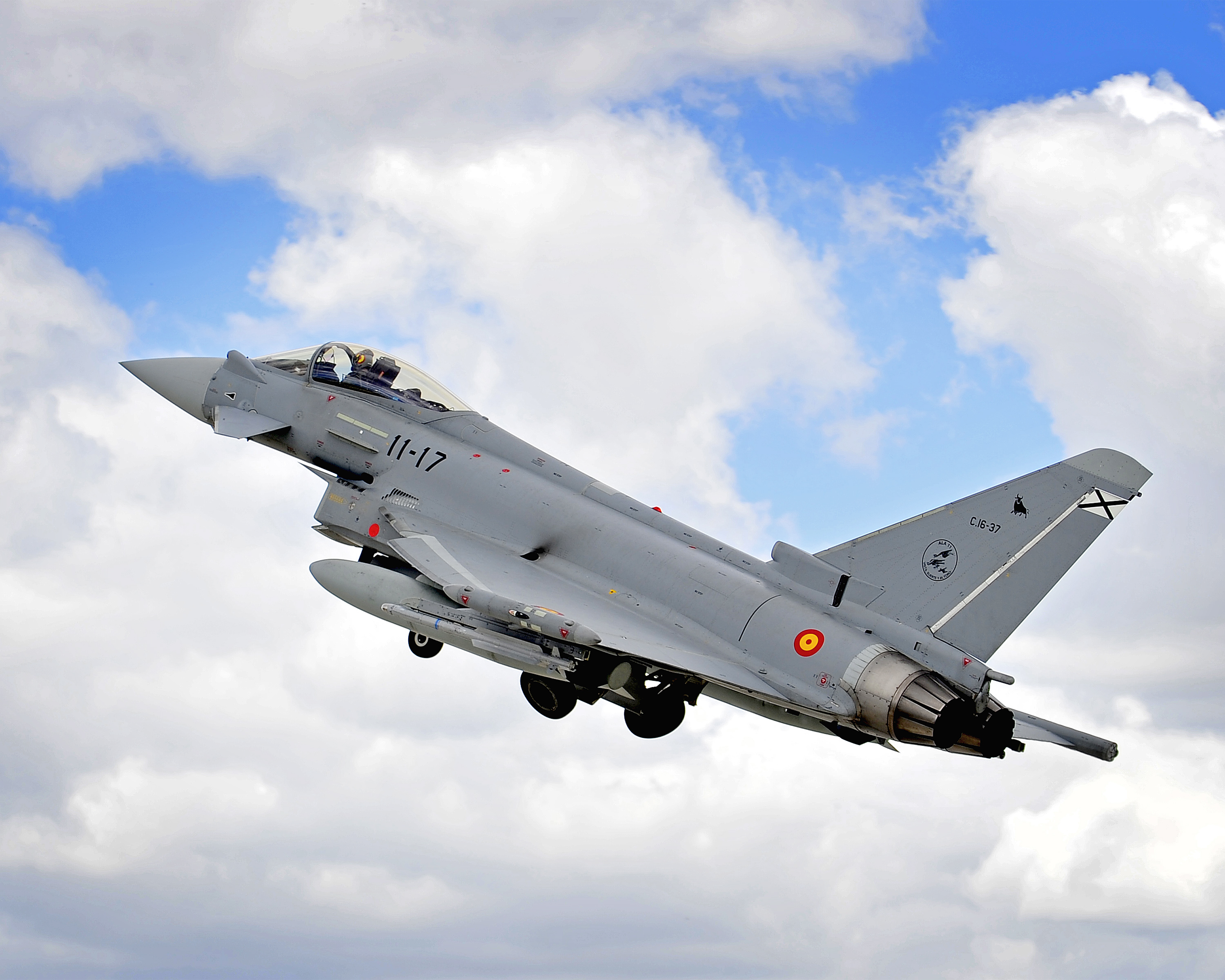
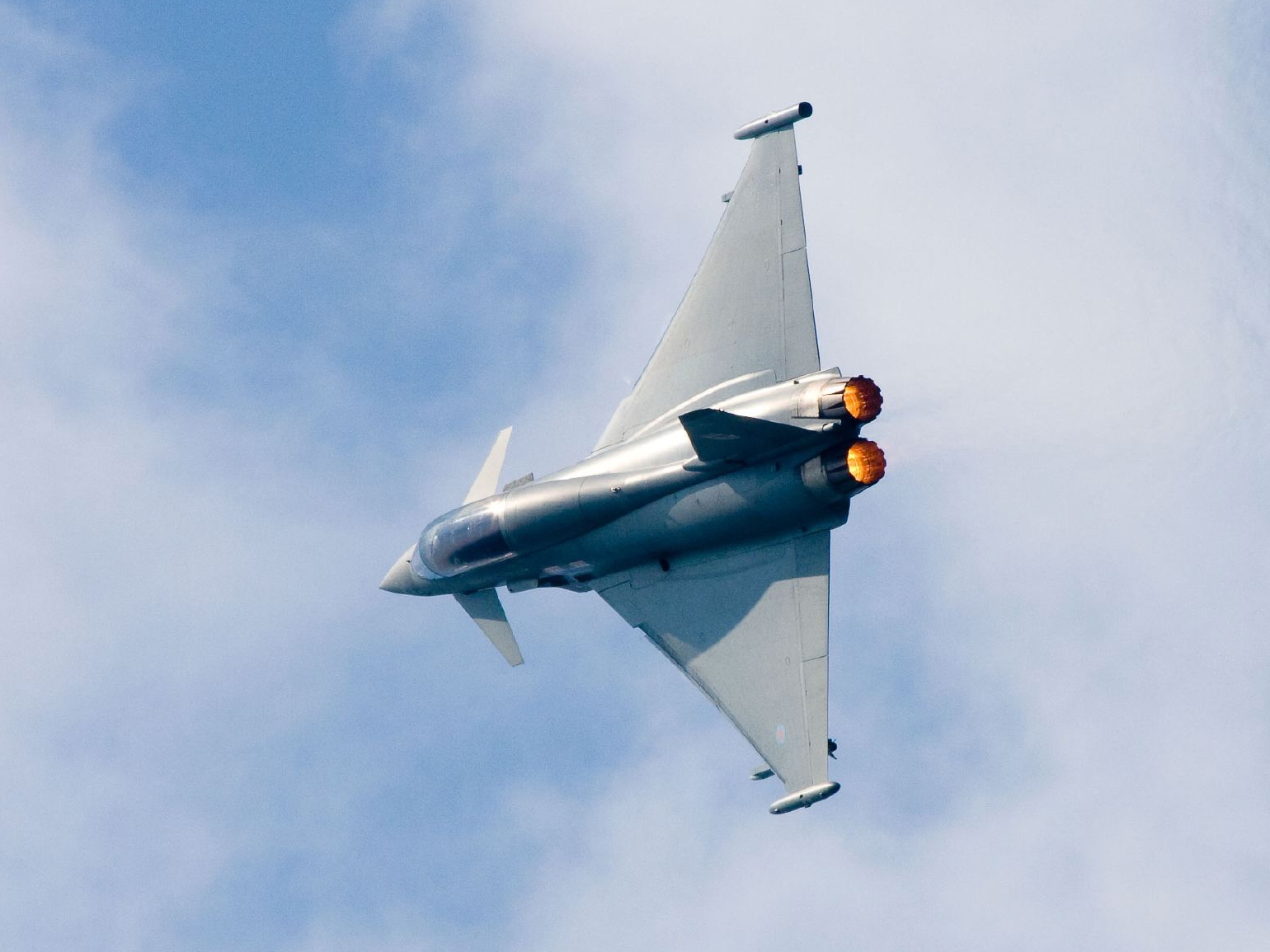
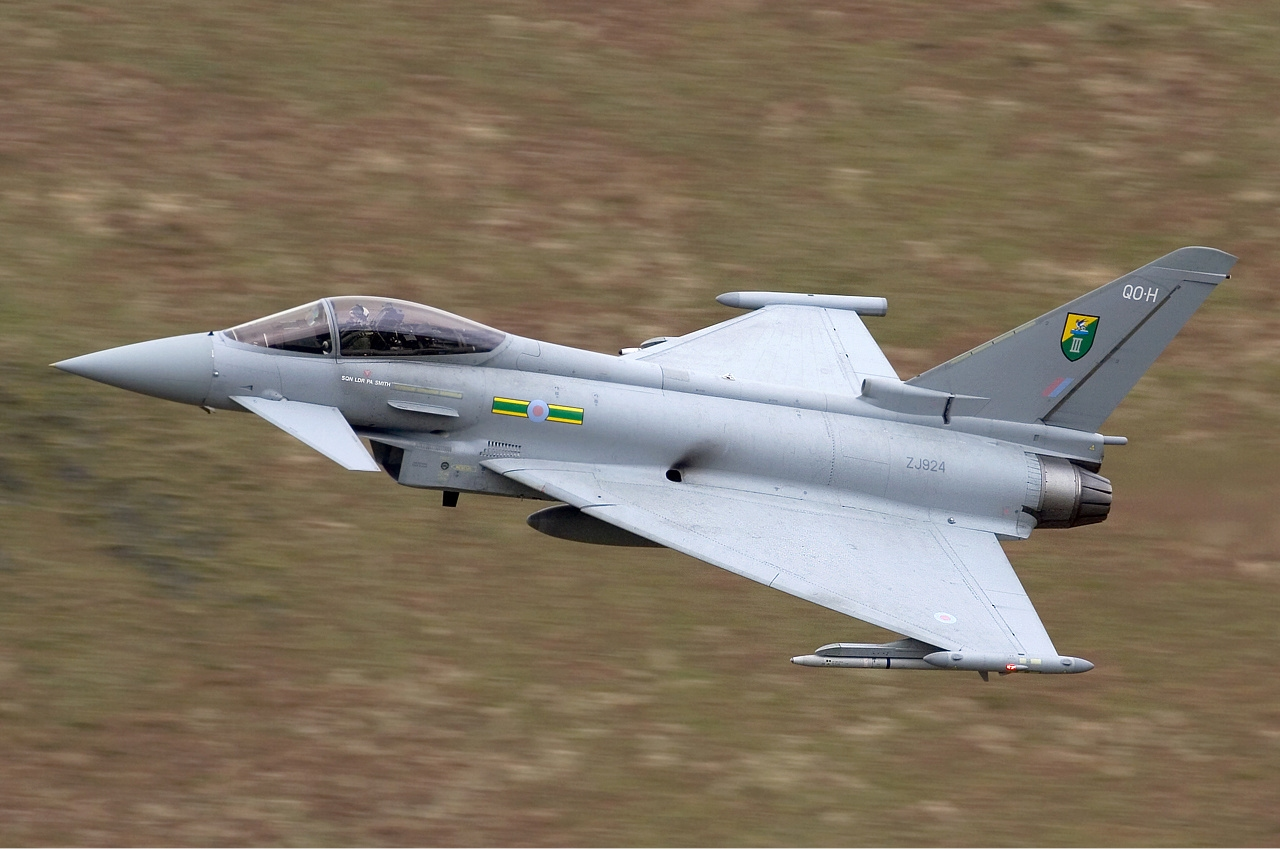
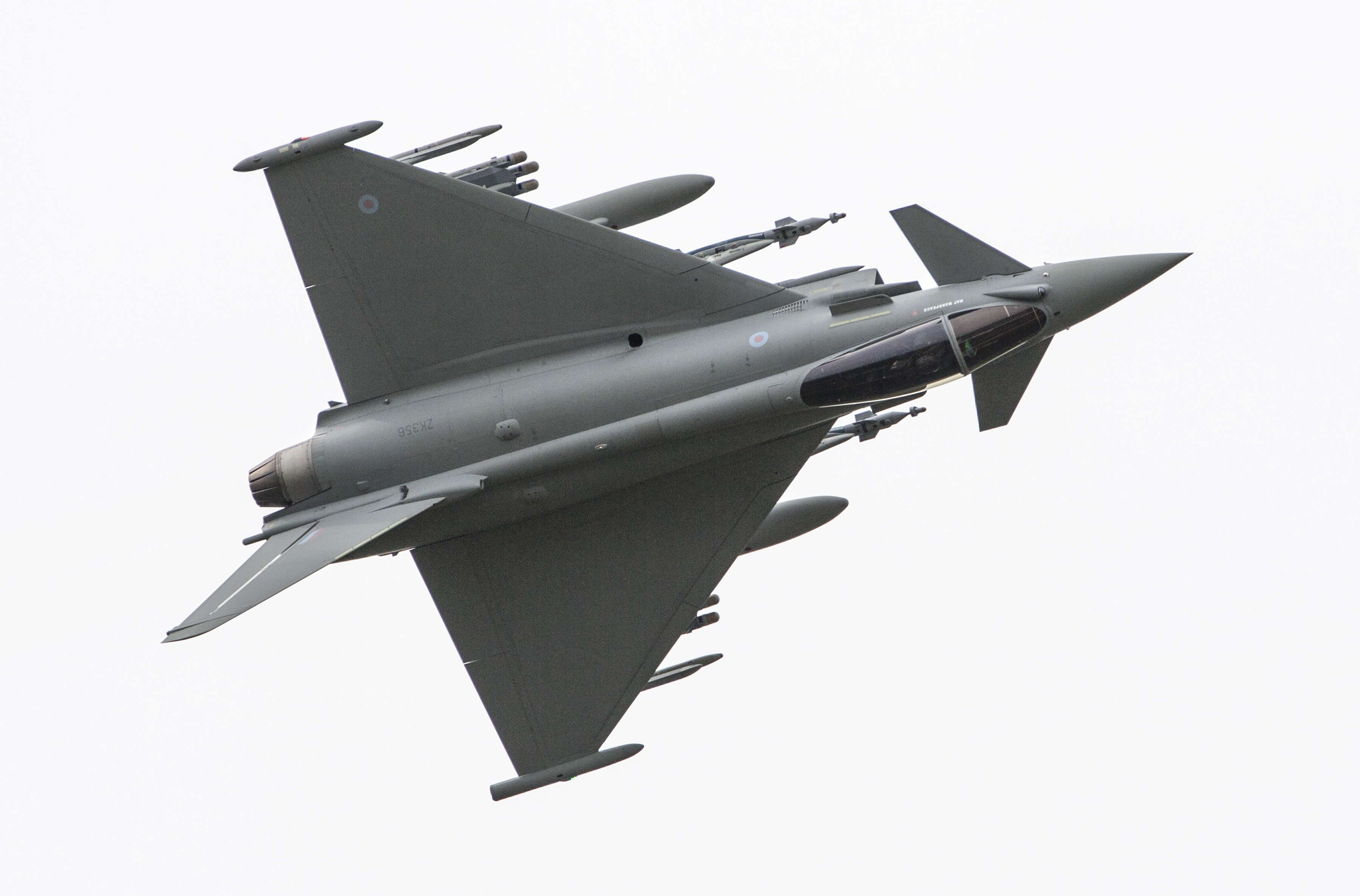